# Walter B. Pitkin
Walter Boughton Pitkin (6 février 1878 - 25 janvier 1953) est un auteur et professeur d'université américain. Il enseigne à l'Université Columbia pendant 38 ans et il est l'auteur de plus de 30 livres, dont le best-seller de 1932, Life Begins at Forty.

## Biographie
Pitkin est né le 6 février 1878 à Ypsilanti, Michigan,. Il est diplômé de l'Université du Michigan en 1900, et il fréquente le Séminaire de Hartford avant d'étudier en Europe à l'Université de la Sorbonne, à l'Université Louis-et-Maximilien de Munich et l'Université Humboldt de Berlin ,.
Pitkin et sa femme Mary Gray Pitkin ont cinq fils : Richard G., John G., David B., Robert B. et Walter B Pitkin Jr. Ils résident à Los Altos, en Californie. Pitkin est décédé le 25 janvier 1953 à Palo Alto, en Californie, à l'âge de 74 ans,.

## Carrière
Pitkin est chargé de cours en philosophie et en psychologie à l'Université Columbia (1905-1909) et professeur à la Columbia University School of Journalism (1912-1943).
Pitkin est l'auteur de plus de 30 livres au cours de sa carrière dont Life Begins at Forty (New York, maison Whittlesey, McGraw-Hill, 1932) et The Psychology of Happiness. Sa brève introduction à l'histoire de la stupidité humaine est traduite en quinze langues. Pitkin est membre de l'école du Nouveau Réalisme en philosophie, écrivant sur sa relation avec la biologie.

## Œuvres
- How To Write Stories (1923)
- The Art Of Rapid Reading (1929)
- The Psychology Of Happiness (1929)
- A Short Introduction To The History Of Human Stupidity (1932)
- Life Begins At Forty (1932)
- More Power To You! (1933)
- Let's Get What We Want! (1935)
- Capitalism Carries On (1935)
- Making Good Before Forty (1939)
- On My Own (1944)
- The Best Years: How to Enjoy Retirement (1946)